# خوسيه أوغوستو برانداو
خوسيه أوغوستو برانداو (بالبرتغالية: José Augusto Brandão‏) (مواليد 21 أبريل 1911) هو لاعب كرة قدم. يلعب مع منتخب البرازيل لكرة القدم. سبق له أن لعب في كأس العالم لكرة القدم مع منتخب بلاده.

## روابط خارجية
- خوسيه أوغوستو برانداو على موقع الاتحاد الدولي (مؤرشف)  (الإنجليزية)
- خوسيه أوغوستو برانداو على موقع قاعدة بيانات كرة القدم.إي يو (الإنجليزية)
- خوسيه أوغوستو برانداو على موقع ناشيونال فوتبول تيمز (الإنجليزية)
- خوسيه أوغوستو برانداو على موقع Soccerway.com (الإنجليزية)
- خوسيه أوغوستو برانداو على موقع عالم كرة القدم.نت (الإنجليزية)